# Trimalaconothrus maior
Trimalaconothrus maior är en kvalsterart som först beskrevs av Berlese 1910.  Trimalaconothrus maior ingår i släktet Trimalaconothrus och familjen Malaconothridae. Inga underarter finns listade i Catalogue of Life.